# Viasa (automóviles)
Vehículos Industriales y Agrícolas, S.A. (Viasa) fue una compañía automovilística española del grupo Carde y Escoriaza.
La empresa fue fundada en Zaragoza, cerca de la Estación de Zaragoza-Portillo, a finales de los años cincuenta para construir maquinaria agrícola y vehículos Jeep bajo licencia Willys Overland, importando el utillaje de Hotchkiss cuando esta empresa francesa perdió su licencia. Comenzó la producción en 1960 y pronto se consiguió la nacionalización de todos sus componentes. Se sirvieron con motores de gasolina o diésel marca Perkins, Barreiros y Hurricane.
A principios de los años 60, también fabricó bajo licencia tractores del grupo industrial italiano Fiat S.p.A., concretamente los modelos 211R, 411R y 421R.
En 1963 salió a la venta una gama de modelos con cabina avanzada. La idea, al igual que después hizo Santana, era aprovechar más el espacio para construir un camión ligero pero capaz de resistir el uso fuera de carreteras. Se comercializaron versiones pick-up, furgón, cabina dúplex y chasis con cabina. Todos portaban un motor diésel Perkins que les permitía rozar los cien kilómetros por hora.
En 1974 fue absorbida por Motor Ibérica.
A principios de los años ochenta los vehículos Viasa desaparecieron del catálogo de Motor Ibérica, para ser substituidos por los modelos Nissan Vanette y Nissan Patrol.

## Modelos
- Jeep-Viasa CJ-3B
- Jeep-Viasa SV-430
- Jeep Comando